# Liu Jinru
Pour les articles homonymes, voir Liu.
Liu Jinru (chinois : 刘津茹) est une gymnaste artistique chinoise, née le 13 octobre 2000 à Zhengzhou, dans la province du Henan.

## Biographie
En 2017, Liu Jinru remporte deux titres aux championnats d'Asie à Bangkok : par équipes et au saut de cheval. Aux Jeux asiatiques de 2018 à Jakarta, elle est aussi lauréate du concours par équipe. La même année, aux championnats du monde à Doha, elle remporte une médaille de bronze par équipes et elle termine à la 6e place du saut.

## Palmarès

### Championnats du monde
- Doha 2018
  -  médaille de bronze au concours par équipes
  - 6e au saut de cheval

### Championnats d'Asie
- Bangkok 2017
  -  médaille d'or au concours par équipes
  -  médaille d'or au saut de cheval

### Jeux asiatiques
- Jakarta 2018
  -  médaille d'or au concours par équipes